# Gromada Siewierz
Gromada Siewierz war eine Verwaltungseinheit in der Volksrepublik Polen zwischen 1954 und 1959. Verwaltet wurde die Gromada vom Gromadzka Rada Narodowa, dessen Sitz sich in Siewierz befand und der aus 27 Mitgliedern bestand.

Die Gromada Siewierz gehörte zum Powiat Zawierciański in der Woiwodschaft Katowice (damals Stalinogród) und bestand aus zwei  Sołectwa, den ehemaligen Gromadas Piwoń und Siewierz und einigen Wald- und Ackerflächen der aufgelösten Gmina Siewierz. Am 29. Februar 1956 wurde das Dorf Chmielowskie aus der Gromada Przeczyce ausgegliedert und der Gromada Siewierz angegliedert. Die Gromada Siewierz wurde zum 1. Januar 1958 aufgelöst, da Siewierz den Status einer Osiedle erhielt; später erhielt Siewierz dann Stadtrecht.